# Stateira II.
Za ostale povijesne ličnosti pod imenom „Stateira“ vidi: Stateira (razdvojba)
Stateira II. (perz. Rođenje zvijezda), perzijska princeza, bila je kćer ahemenidskog vladara Darija III. i kraljice Stateire I., sestra Dripetis, unuka Sisigambis, te žena Aleksandra Makedonskog.
Nakon bitke kod Isa i poraza perzijske vojske 333. pr. Kr. Darije III. je bježeći pred Makedoncima morao napustiti gotovo cijelu obitelj, uključujući majku Sisigambis, te kćeri Dripetis i Stateiru II. Navodi se kako je Aleksandar prema zarobljenicima odnosio s velikim poštovanjem. Iako je Stateira II. prvotno bila zaručena s perzijskim plemićem Mazejom koji je umro 328. pr. Kr., udala se za Aleksandra Makedonskog 324. pr. Kr. u gradu Suzi, gdje su se mnogi makedonski dijadosi oženili Perzijankama. Njena sestra Dripetis udala se za Hefestiona.
Nakon smrti Aleksandra Makedonskog, Stateira II. i njena sestra Dripetis ubijene su 323. pr. Kr. u Babilonu od strane druge Aleksandrove žene Roksane, koja je svome sinu željela osigurati prijestolje. Njena baka Sisigambis navodno je počinila samoubojstvo zbog kaosa nakon Aleksandrove smrti.

## Poveznice
- Darije III.
- Stateira I.
- Aleksandar Makedonski

## Vanjske poveznice
- Žene Aleksandra Makedonskog (Unexplainable.net)  Arhivirana inačica izvorne stranice od 21. lipnja 2010. (Wayback Machine)
- Stateira/Barsina (Livius.org)  Arhivirana inačica izvorne stranice od 6. studenoga 2014. (Wayback Machine)